# Piano's Maene

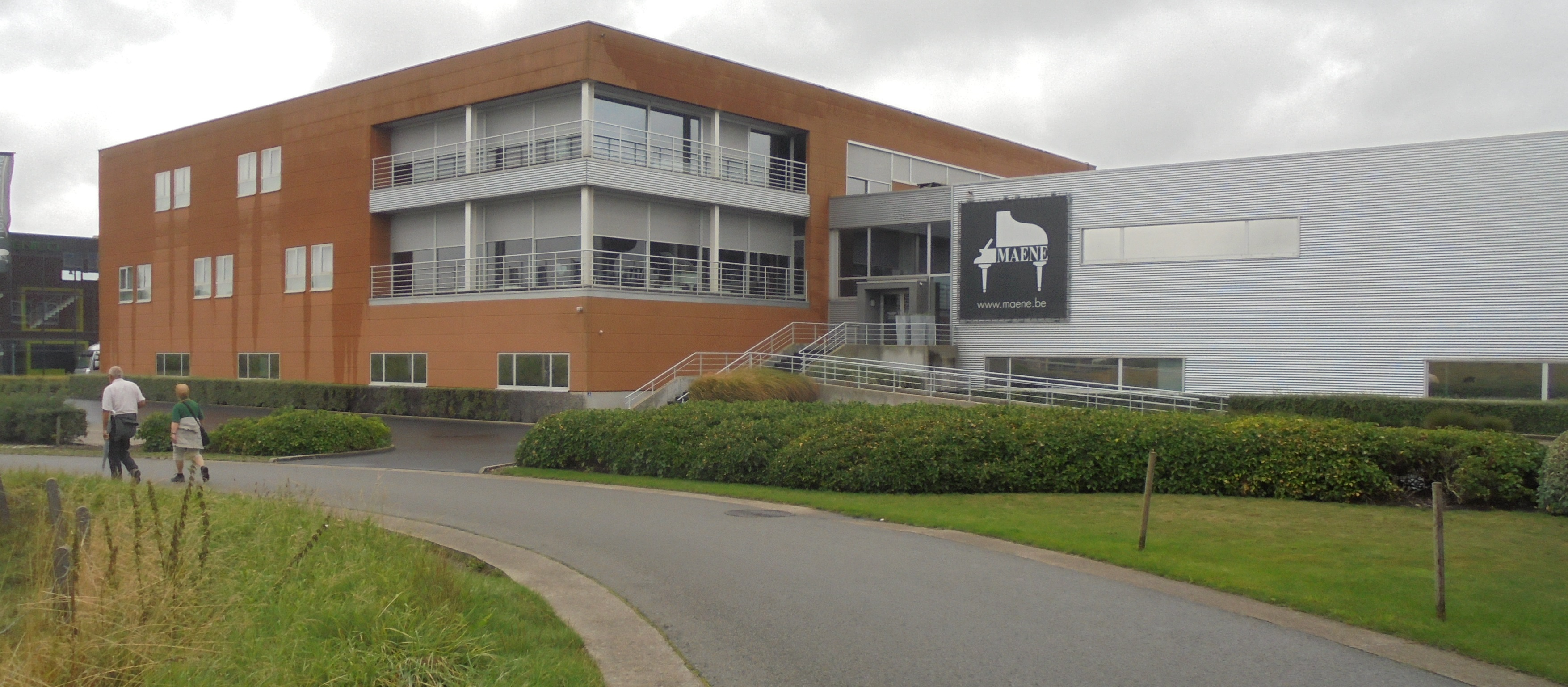
Piano's Maene in Ruiselede.

Piano's Maene is een Belgische pianozaak met hoofdhuis in Ruiselede. Het bedrijf heeft er een showroom, werkplaats, concertruimte en historisch klavierenmuseum. Er zijn Belgische filialen in Ruiselede,  Gent, Antwerpen, Brussel, Oud-Rekem, en Nederlandse filialen in Alkmaar, Amsterdam, Delft en Utrecht.  Het bedrijf is jaarlijks goed voor een derde van de verkoop van nieuwe piano's in België en is exclusief invoerder en verdeler van het Steinway & Sons-gamma voor zowel België als Nederland.

## Geschiedenis
Albert Maene en Zulma Doutreloigne startten in 1938 hun pianowinkel in Esen, bij Diksmuide. Vader Maene was organist en muziekleraar en gaf privépianoles. Hij verhuurde enkele lokalen met piano's waar leerlingen konden oefenen. Moeder Maene was zakenvrouw. In de buurt van de pianowinkel woonde orgelbouwer Jozef Loncke, bij wie Albert Maene leerde pianostemmen. Hij leerde het pianovak bij pianoverkoper en –restaurateur Pierre Labyt uit Brugge en bij Antwerpse pianobouwer Guido Vancauwenberghe. Vanaf het begin had het bedrijf een werkplaats waar vanaf de jaren 70 replica's van klavecimbels en later ook pianofortes werden gebouwd en gereviseerd. In 1947 verhuisde het bedrijf naar de Aalterstraat 27 in Ruiselede. Tegenwoordig worden er circa twaalf instrumenten per jaar gebouwd. In 1973 kwam Chris Maene, de jongste van zes kinderen, in de zaak, waarvan hij in 1984 zaakvoerder werd. In 2004 gingen ook zijn zonen Dominique en Frederic in de zaak aan het werk. Wegens ruimtegebrek verhuisde Piano's Maene in 1998 naar de Industriestraat 5, en tien jaar later naar een grotere locatie aan de Industriestraat 42. Het bedrijf is dealer voor Steinway & Sons, Kawai en Yamaha. In 1994 werd een tweede winkel geopend in Brussel en in 2001 een bestaande pianozaak in Gent overgenomen. Zowel Ruiselede als Brussel beschikken over een eigen concertzaal waar regelmatig concerten plaatsvinden.
In 2017 werd een kerk in Oud-Rekem verbouwd tot een piano-belevingscenter. In 2019 werd in Brussel een publiek Chris Maene pianomuseum geopend met tientallen privé instrumenten van Chris Maene zelf.
Het bedrijf verkoopt akoestische en digitale piano's, onderhoudt, restaureert en verhuurt ze en is ook actief in de bouw van klavecimbels en pianofortes. 
Chris Maene heeft een collectie van 150 door hem gerestaureerde antieke klavierinstrumenten, waarvan sommige gebruikt worden voor concerten en cd-opnames. De collectie bevat onder meer een klavecimbel van de hand van Hans Ruckers uit 1692 en fortepiano's van Graf, Tomkinson, Wachtl, Pape, Longman, Clementi, Stöcker, Worning, Bösendorfer, Erard, Steinway & Sons en Pleyel. De collectie bevindt zich deels in de vroegere pianowinkel in de Aalterstraat en deels in de ateliers in Ruiselede en is op aanvraag te bezichtigen. In 2006 maakte Chris Maene drie replica's van de allereerste Steinway uit 1836, gebouwd door Heinrich Engelhard Steinweg. Het originele instrument bevindt zich in de Steinway Factory in Long Island, New York. Ook werd een replica gebouwd van de Pleyel n° 9861 uit 1843. Een door GBO design ontworpen huismerkvleugel ('Doutreligne 7') kreeg in 2011 een Henry van de Velde Award, een designprijs.
Sinds 2012 is Stefaan Vanfleteren aangesteld als CEO om het bedrijf samen met de familie Maene verder uit te bouwen.
Sinds 2015 maakt de firma ook de Chris Maene Straight Strung Concert Grand, een rechtsnarige en innovatieve vleugelpiano die voor Daniel Barenboim werd ontwikkeld.
In 2019 nam Piano's Maene zijn Nederlandse sectorgenoot Ypma Piano's in Alkmaar over. Hiermee werd Piano's Maene ook Steinway-invoerder voor Nederland, en kwamen 25 extra personeelsleden aan boord. In 2023 ging de expansie in Nederland verder via overname van Clavis Piano's. Clavis's Piano's had showrooms in Amsterdam, Utrecht en Delft. Hiermee heeft Piano's Maene in totaal 9 vestigingen in België en Nederland : Ruiselede, Gent, Antwerpen, Brussel, Lanaken, Alkmaar, Amsterdam, Utrecht en Delft. 

Piano’s Maene is gebrevetteerd hofleverancier van België  en voorziet de piano's tijdens de Koningin Elisabethwedstrijd.